# Zvonečník
Zvonečník (Phyteuma) je rod dvouděložných rostlin, zastoupený v ČR třemi druhy, v Evropě pak 24 druhy.

## Popis
Zvonečník je vytrvalá bylina s přímou, nevětvenou lodyhou. Lodyžní listy jsou obvykle jednoduché, přízemní dlouze řapíkaté. Květy jsou 4 nebo 5četné (v Česku rostoucí druhy jen 5četné), přisedlé nebo krátce stopkaté, vytvářejí koncové klasy nebo hlávky. Plodem je kulovitá nebo kuželovitá tobolka otvírající se 2-3 děrami ve střední části, semena jsou drobná.

## Biologické a ekologické charakteristiky v Česku rostoucích druhů
Květy v Česku rostoucích druhů jsou charakterizovány protandrií (tyčinky v květech dozrávají dříve než pestíky), entomogamií, alogamií (blizny jsou opylovány pylem z jiného květu téže nebo cizí rostliny) a anemochorií.
Zvonečníky lze nalézt v ČR většinou ve středních a vyšších polohách, na loukách a lesních okrajích.

## Právní ochrana
Phyteuma orbiculare je v ČR zákonem chráněn a vyhláškou zařazen do kategorie silně ohrožené druhy.

## Ostatní evropské druhy
.
- Phyteuma betonicifolium
- Phyteuma confusum
- Phyteuma cordatum
- Phyteuma gallicum
- Phyteuma globulariifolium
- Phyteuma hedraianthifolium
- Phyteuma hemisphaericum
- Phyteuma humile
- Phyteuma charmelii
- Phyteuma michelii
- Phyteuma ovatum
- Phyteuma pseudorbiculare
- Phyteuma pyrenaicum
- Phyteuma rupicola
- Phyteuma scorzonerifolium
- Phyteuma serratum
- Phyteuma scheuschzeri
- Phyteuma sieberi
- Phyteuma tetramerum
- Phyteuma vagneri
- Phyteuma villarsii
- Phyteuma zahlbruckneri

## Galerie

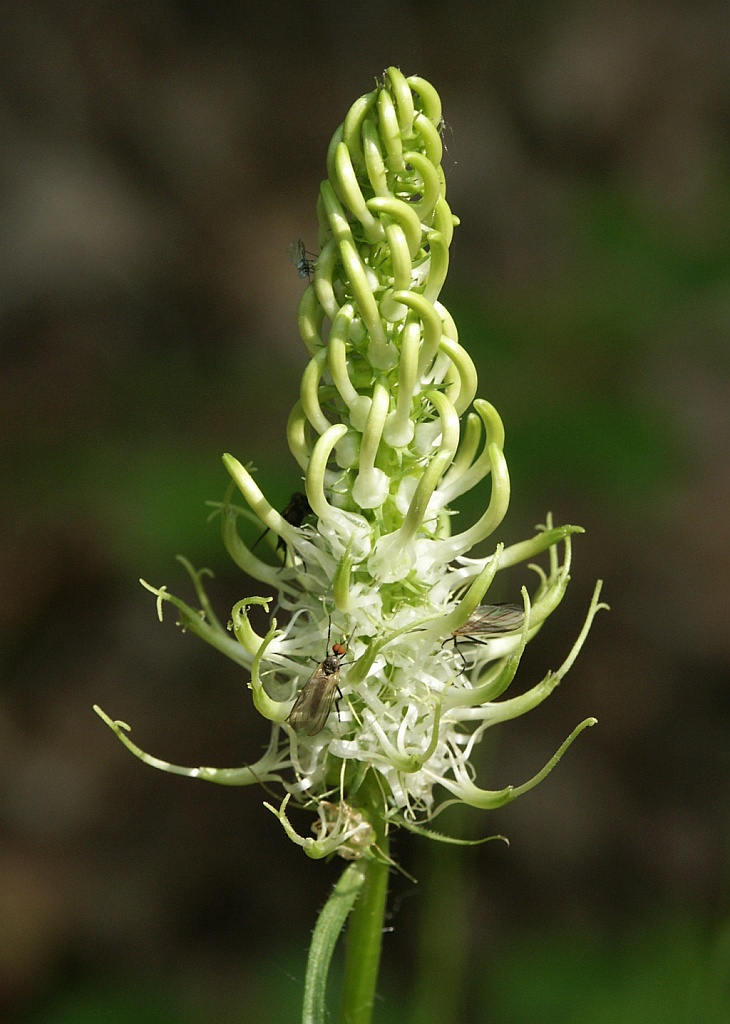
Phyteuma spicatum
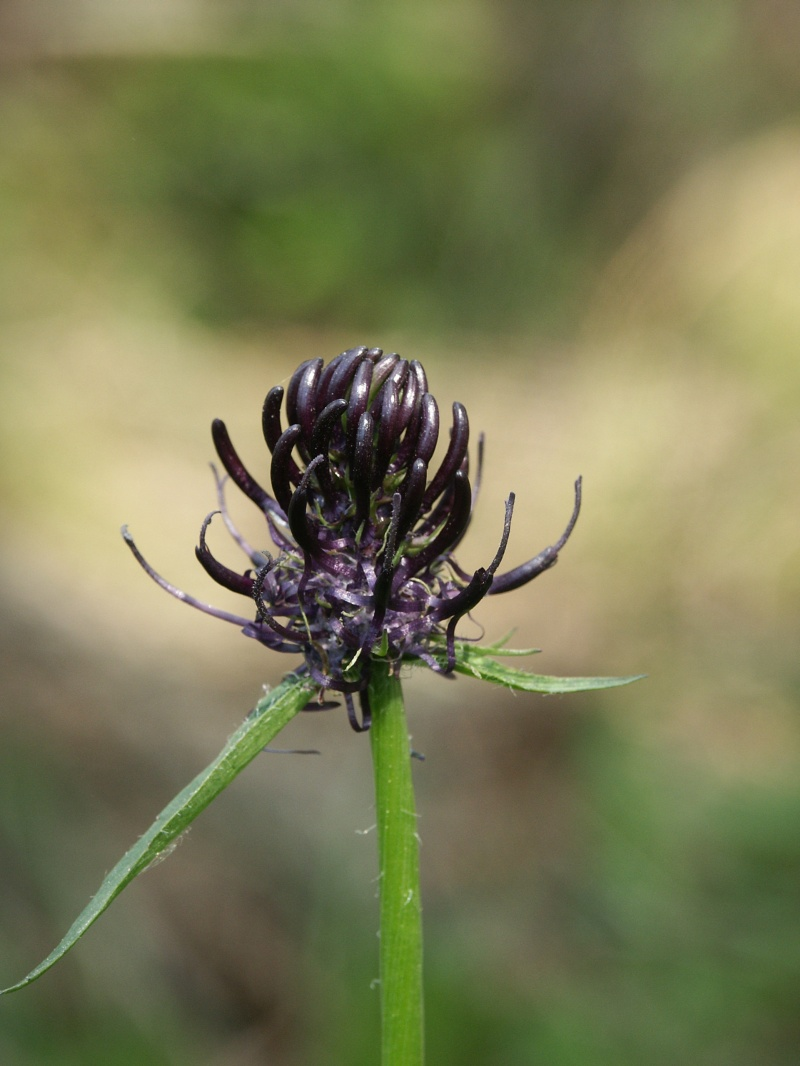
Phyteuma nigrum